# السعادة في اليهودية

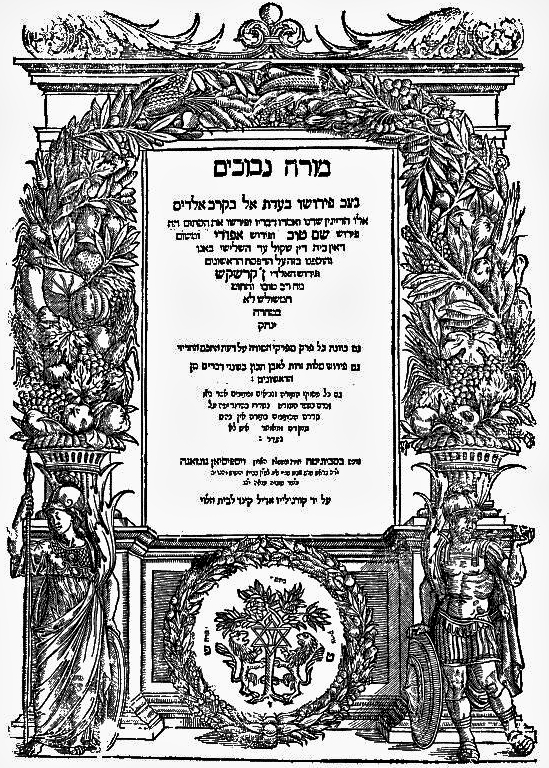

تعتبر السعادة في اليهودية والفكر اليهودي من القيم المهمة، ولا سيما في سياق خدمة الله، حيث تؤكّد عدة تعاليم يهودية على أهمية السعادة، وتُبيّن سبل تحقيقها.

## الاصطلاح
يوجد العديد من الكلمات في اللغة العبرية تشير إلى السعادة:
- שמחה (سيمخا): وهي كلمة عامة عن السعادة، تُستخدم أيضًا لوصف الاحتفال، وهو أيضًا اسم لكل من الذكور والإناث.[1]
- אושר (أوشر): «سعادة راسخة وعميقة».[2]
- אורה (أوغا): كلمة تعني «النور» و«السعادة».
- גילה (ڠيلا): هو مصطلح قد يشير تحديدًا إلى نوبة عارمة من الفرح أو إلى «سعادة الاكتشاف».[3]
- רינה (غينا): وهو مصطلح يستخدم لوصف «السعادة المنعشة».[1]
- דיצה (ديتزا): بمعنى «الفرح السامي».[1]
- ששון (ساسون): وهي «السعادة المفاجئة غير المتوقعة».[1]
- צהלה (تسحلا): وهي كلمة تستخدم لكل من «السعادة» و«الرقص».[1]
- חדבה (Chedva): وهي كلمة تدل على «سعادة التآزر».[1]

## التناخ
يربط التناخ السعادة والفرح بخدمة الله.
يشير سفر الجامعة إلى عدم جدوى البحث عن المتعة والسرور في الحياة، ومع ذلك، فإنّ التلمود يعلّق على أنّ هذا صحيح فقط بالنسبة للفرح غير النابع من تطبيق الوصايا.
وفي مكان آخر، ربط الكتاب المقدس السعادة بإيجاد الإجابة الصحيحة للسؤال.

## هالاخاه
في التلمود، أحد المصادر الأساسية للشريعة اليهودية التقليدية (الهالاخاه)، ترتبط السعادة والحزن بأشهر معينة من التقويم اليهودي، فأحدها يهدف إلى زيادة السعادة خلال شهر آذار وانخفاض فيها خلال شهر آب، ومع ذلك، في كل من شرائع موسى بن ميمون الرئيسية ومُصنَّف الشرائع (شولحان عاروخ) للحاخام يوسف كارو، ذُكِر انخفاض مستوى الفرح خلال آب بينما أُهمِلَت الزيادة خلال آذار، وتعزو بعض التفسيرات هذا الإهمال إلى حقيقة أن السعادة ليس لها مبادئ توجيهية محددة وتعتمد على طبيعة كل فرد، في حين تتطلب طقوس الحزن والحداد توصيف وتخصيص، وبالرغم من عدم ذكر السعادة في آذار في الشرائع الرئيسية، إلا أنها مذكورة من قبل ماجن أفراهام.
من الأعراف عند اليهود أن يعلقوا لافتة في منازلهم مكتوب عليها «عندما يأتي آذار، تتعاظم السعادة» (Mishenichnas Adar marbin b'simcha، وفي العبرية: משנכנס אדר מרבין בשמחה)، ويضع البعض هذه اللافتة في منطقة غير مكتملة من الجدار إشارةً لذكرى تدمير الهيكل في القدس.
تعتبر السعادة عنصرًا أساسيًا في أداء الطقوس اليهودية وفقًا لموسى بن ميمون، حيث حكم في «مشناه التوراة» بأن أداء جميع الوصايا يجب أن يترافق بفيض من الفرح.
يعتبر الابتهاج أثناء الأعياد في الشريعة اليهودية وصية توراتية، وبحسب موسى بن ميمون فأن هذه الفريضة تتحقق عن طريق شرب النبيذ وتناول اللحوم.
ينص التلمود على أنه "لا ينبغي على المرء أن يقف ليصلي بينما هو مستغرق في الحزن، أو الكسل، أو الضحك، أو الثرثرة، أو اللهو، أو الكلام الفارغ، وإنما فقط وهو مبتهج بأداء الوصية».
بعض التفسيرات الحاخامية تشرح بأن الفرح قد يبدد شكوك المرء أثناء التوصل لحكم شرعي في الشريعة اليهودية.

## الآقداة

### السعادة والنبوءة
ينص التلمود في تعاليم الآقداة على أن الحضور الإلهي (السكينة) لا ينزل على نبي إلا إن كان في حالة من السعادة كنتيجة للوفاء بأحد الوصايا:

### السعادة والزواج
كما يربط التلمود والمدراش الفرح بالزواج:

### السعادة والسياسة
يؤكد المدراش على أن الفرح يكون نتيجة لحالة وطبيعة السلطة المحلية الحاكمة:

## قبالة
يقول الزوهار -كتاب رئيسي في القبالة- أن خدمة الإنسان للإله يجب أن تتم ببهجة لكي تكون كاملة.
يشير الزوهار أيضًا إلى أن الكلمة العبرية «في السعادة» (b'simcha، في العبرية: בשמחה) تحتوي على نفس حروف الكلمة العبرية التي تشير إلى «الفكر» (machshava، العبرية: מחשבה)، وهذا يوحي بأن مفتاح السعادة موجود في عقولنا، من خلال تدريب النفس على التخلص من أي فكرة سلبية تمنع الشخص من الإحساس بالسعادة.
قال الحاخام القبلاني أليعازر بن موسى أزكيري: «على الرغم من أن الشخص قد يكون مكتئب بسبب خطاياه، إلا أنه يجب أن يكون مبتهح عند أداءه الخدمة الإلهية، وهذا ينطبق على كل خدمة من خدمات الله، وأكثر من ذلك لخدمة الصلاة التي تسمى «خدمة القلب»»، ويُعتَقَد أن حكمة الحاخام إسحق لوريا (الآريزال) كانت فقط بسبب استمتاعه بتأدية الوصايا.

## الحاسيديمية
يعتبر الفرح عنصرًا أساسيًا في طريقة الحياة الحسيدية، وفي المراحل المبكرة من الحركة الحسيدية، قبل صياغة اسم «الحاسيديم»، كان أحد الأسماء المستخدمة للإشارة إلى أتباع الحركة الجديدة هو الأشخاص السعداء (di freilicha، وفي اليديشية: די פרייליכע).
نُقِل عن الحاخام يسروئيل بعل شيم توف (1698-1760) -مؤسس الحركة- قوله: «في نظر الحاسيديم، يعتبر الفرح وصية توراتية، ميتزفة»، كما قال حاخام بريسلوف ناخمان: «إنها لوصية عظيمة، أن تعيش بحالة من السعادة»، كما يقول حاخام كارلين: «لا يوجد وصية بأن تكون فرحًا، ولكن الفرح قد يحقق أعظم الوصايا»، وأيضًا: «ليس من الخطيئة أن تكون حزينًا، ولكن الحزن قد يجلب أكبر الخطايا».
يفسر بعل شيم توف الآية: «تخدم الله بالسعادة»، بأن «السعادة بحد ذاتها هي خدمتك لله».
وفي تعاليم مؤسس حركة حباد الحسيدية، الحاخام شنور زلمان من ليادي، يُعتَقَد بأن السعادة عنصرًا أساسيًا في الصراع بين الروحين الإلهية والحيوانية، فعندما يكون الشخص حزينًا أو مكتئبًا، من المرجح أن يشعر بالكسل وعدم القدرة على التحكم في الدوافع السلبية، وعلى النقيض من ذلك، من المرجح أن يشعر الشخص الذي يشعر بالسعادة بالنشاط والدافع للتحكم في النفس.
يشرح مناحم مندل شنيرسون، وهو الحاخام الثالث لحركة حباد الحسيدية، بأنه على الشخص أن يكون سعيدًا وأن يبقى في حالة معنوية جيدة على الرغم من نقص الخوف من الجنة (yirat shamayim)، ومع ذلك يمكن للمرء أن يعتبر نفسه شريرًا، وأن يشعر بأنه يستحق شكلًا من أشكال العقاب الإلهي، فلا ينبغي للمرء أن يرى تعارضًا بالإحساس «بالسعادة... من جانب، والمرارة (على حالته الروحية) من الجانب الآخر».

## موسار
وفقا للحاخام يسروئيل سالانتر -مؤسس الحركة، قد يكون الشخص قادرًا على تدارك الدوافع السلبية بفرحه في خدمته لله، ووفقًا لرأي الحاخام إلياهو اليعازر ديسلر: «لا توجد سعادة في عالم الأشياء المادية؛ هناك سعادة فقط في الاهتمامات الروحية، والشخص الذي يتمتع بحياة روحية غنية هو سعيد، ولا يوجد أي نوع آخر من السعادة في الوجود».